# Harrat Ash Shamah
Harrat Ash Shamah (también conocido a veces como Harrat Ash Catchem o Harrat e-Shamah) es un campo volcánico con una superficie total de unos 40 000 km² (15 444 mi²). Este enorme campo volcánico alcalino se extiende desde el sur de Siria, pasando a través de Jordania y por el noroeste de Arabia Saudita.
Como otros, la zona de Jabal al-Druze, Es Safa y los campos volcánicos de Dirat at Tulul forman la parte norte, de Siria, Harrat Ash Shamah está en los tres países; y Al Harrah está en el sur, y es parte de Arabia Saudita.